# Copa Libertadores 1990
La Copa Libertadores 1990 fue la trigésima primera edición del torneo de clubes más importante de América del Sur, organizado por la Confederación Sudamericana de Fútbol, en la que participaron equipos de nueve países sudamericanos: Argentina, Bolivia, Brasil, Chile, Ecuador, Paraguay, Perú, Uruguay y Venezuela. No hubo representantes de Colombia, ya que su campeonato de 1989 fue cancelado a raíz del asesinato de un árbitro de fútbol en manos de un cartel de la droga, por lo que no se declaró ningún campeón ni subcampeón. Sí intervino en el certamen Atlético Nacional, en su calidad de campeón defensor de la copa.
El campeón fue Olimpia de Paraguay, que logró así su segundo título en la competición. De esta forma, disputó la Copa Intercontinental 1990 frente a Milan de Italia y la Copa Interamericana 1991 ante América de México, y se clasificó automáticamente a los octavos de final de la Copa Libertadores 1991. Asimismo, debió haber disputado la Recopa Sudamericana 1991 frente al campeón de la Supercopa Sudamericana 1990, pero al haberse consagrado también en esta última, se adjudicó el título de manera automática.

## Formato
El campeón vigente accedió de manera directa a las fases finales, mientras que los 18 equipos restantes disputaron la fase de grupos. En ella, los clubes fueron divididos en cinco grupos, cuatro conformados por 4 equipos y el restante por solo 2 equipos, distribuidos de acuerdo a sus países de origen, de manera que los dos representantes de una misma asociación nacional debían caer en la misma zona. Los tres primeros de cada uno de los grupos conformados por 4 equipos y los 2 integrantes del grupo restante clasificaron a los octavos de final, en donde se les unió el campeón vigente, iniciándose a partir de esta instancia el sistema de eliminación directa, que pasó posteriormente por los cuartos de final, las semifinales y la final, en la que se declaró al campeón.
|                             |                             | Equipos que entran en esta fase                                                                | Equipos que provienen de la fase anterior                                                                                     |
| --------------------------- | --------------------------- | ---------------------------------------------------------------------------------------------- | --- |
| Fase de grupos (18 equipos) | Fase de grupos (18 equipos) | - 2 equipos de Argentina, Bolivia, Brasil, Chile, Ecuador, Paraguay, Perú, Uruguay y Venezuela | |
| Fases finales (15 equipos)  | Fases finales (15 equipos)  | - 1 equipo, campeón de la Copa Libertadores 1989                                               | - 5 equipos primeros de la Fase de grupos - 5 equipos segundos de la Fase de grupos - 4 equipos terceros de la Fase de grupos |

## Equipos participantes
En cursiva los equipos debutantes en el torneo.
| País                     | Equipo                          | Vía de clasificación |
| ------------------------ | ------------------------------- | --- |
| Argentina 2 cupos        | Independiente River Plate       | Campeón del Campeonato de Primera División 1988-89 Ganador de la Liguilla Pre-Libertadores 1988-89                          |
| Bolivia 2 cupos          | The Strongest Oriente Petrolero | Campeón del Campeonato de Primera División 1989 Subcampeón del Campeonato de Primera División 1989                          |
| Brasil 2 cupos           | Vasco da Gama Grêmio            | Campeón del Campeonato Brasileño de 1989 Campeón de la Copa de Brasil 1989                                                  |
| Chile 2 cupos            | Colo-Colo Universidad Católica  | Campeón del Campeonato de Primera División 1989 Ganador de la Liguilla Pre-Libertadores 1989                                |
| Colombia Campeón vigente | Atlético Nacional               | Campeón de la Copa Libertadores 1989                                                                                        |
| Ecuador 2 cupos          | Barcelona Emelec                | Campeón del Campeonato Ecuatoriano de 1989 Subcampeón del Campeonato Ecuatoriano de 1989                                    |
| Paraguay 2 cupos         | Olimpia Cerro Porteño           | Campeón del Campeonato Paraguayo de 1989 Ganador de los Play-offs para la Copa Libertadores 1990                            |
| Perú 2 cupos             | Unión Huaral Sporting Cristal   | Campeón del Campeonato Descentralizado 1989 Subcampeón del Campeonato Descentralizado 1989                                  |
| Uruguay 2 cupos          | Defensor Sporting Progreso      | 1.º puesto de la Liguilla Pre-Libertadores de América de 1989 2.º puesto de la Liguilla Pre-Libertadores de América de 1989 |
| Venezuela 2 cupos        | Mineros de Guayana Pepeganga    | Campeón de la Primera División Venezolana 1988-89 Subcampeón de la Primera División Venezolana 1988-89                      |

### Distribución geográfica de los equipos
Distribución geográfica de las sedes de los equipos participantes:

## Fase de grupos

### Grupo 1
| Equipo            | Pts. | PJ | PG | PE | PP | GF | GC | DG |
| ----------------- | ---- | -- | -- | -- | -- | -- | -- | -- |
| Emelec            | 6    | 6  | 2  | 2  | 2  | 9  | 8  | 1  |
| The Strongest     | 6    | 6  | 3  | 0  | 3  | 8  | 7  | 1  |
| Barcelona         | 6    | 6  | 2  | 2  | 2  | 6  | 7  | –1 |
| Oriente Petrolero | 6    | 6  | 2  | 2  | 2  | 6  | 7  | –1 |

| \| Fecha \| Lugar \| Local \| Resultado \| Visitante \| \| ----------- \| ---------- \| ----------------- \| --------- \| ----------------- \| \| 14 de marzo \| La Paz \| The Strongest \| 2:0 \| Oriente Petrolero \| \| 14 de marzo \| Guayaquil \| Barcelona \| 0:0 \| Emelec \| \| 20 de marzo \| La Paz \| The Strongest \| 4:3 \| Emelec \| \| 23 de marzo \| Santa Cruz \| Oriente Petrolero \| 1:0 \| Emelec \| \| 27 de marzo \| Guayaquil \| Barcelona \| 2:1 \| Oriente Petrolero \| \| 30 de marzo \| Guayaquil \| Emelec \| 2:2 \| Oriente Petrolero \| \| 4 de abril \| Santa Cruz \| Oriente Petrolero \| 1:0 \| The Strongest \| \| 4 de abril \| Guayaquil \| Emelec \| 3:1 \| Barcelona \| \| 10 de abril \| La Paz \| The Strongest \| 2:1 \| Barcelona \| \| 14 de abril \| Santa Cruz \| Oriente Petrolero \| 1:1 \| Barcelona \| \| 17 de abril \| Guayaquil \| Barcelona \| 1:0 \| The Strongest \| \| 20 de abril \| Guayaquil \| Emelec \| 1:0 \| The Strongest \| |            |                   |           |                   |
| Fecha | Lugar      | Local             | Resultado | Visitante         |
| 14 de marzo | La Paz     | The Strongest     | 2:0       | Oriente Petrolero |
| 14 de marzo | Guayaquil  | Barcelona         | 0:0       | Emelec            |
| 20 de marzo | La Paz     | The Strongest     | 4:3       | Emelec            |
| 23 de marzo | Santa Cruz | Oriente Petrolero | 1:0       | Emelec            |
| 27 de marzo | Guayaquil  | Barcelona         | 2:1       | Oriente Petrolero |
| 30 de marzo | Guayaquil  | Emelec            | 2:2       | Oriente Petrolero |
| 4 de abril | Santa Cruz | Oriente Petrolero | 1:0       | The Strongest     |
| 4 de abril | Guayaquil  | Emelec            | 3:1       | Barcelona         |
| 10 de abril | La Paz     | The Strongest     | 2:1       | Barcelona         |
| 14 de abril | Santa Cruz | Oriente Petrolero | 1:1       | Barcelona         |
| 17 de abril | Guayaquil  | Barcelona         | 1:0       | The Strongest     |
| 20 de abril | Guayaquil  | Emelec            | 1:0       | The Strongest     |

Partidos desempate
| Fecha      | Lugar      |                   | Resultado    |                   |
| ---------- | ---------- | ----------------- | ------------ | ----------------- |
| 9 de mayo  | Guayaquil  | Barcelona         | 3:1          | Oriente Petrolero |
| 16 de mayo | Santa Cruz | Oriente Petrolero | 3:2 (4:5 p.) | Barcelona         |

### Grupo 2
| Equipo        | Pts. | PJ | PG | PE | PP | GF | GC | DG |
| ------------- | ---- | -- | -- | -- | -- | -- | -- | -- |
| Independiente | 3    | 2  | 1  | 1  | 0  | 1  | 0  | 1  |
| River Plate   | 1    | 2  | 0  | 1  | 1  | 0  | 1  | –1 |

| \| Fecha \| Lugar \| Local \| Resultado \| Visitante \| \| ----------- \| ------------ \| ------------- \| --------- \| ------------- \| \| 25 de marzo \| Buenos Aires \| River Plate \| 0:0 \| Independiente \| \| 1 de abril \| Avellaneda \| Independiente \| 1:0 \| River Plate \| |              |               |           |               |
| Fecha | Lugar        | Local         | Resultado | Visitante     |
| 25 de marzo | Buenos Aires | River Plate   | 0:0       | Independiente |
| 1 de abril | Avellaneda   | Independiente | 1:0       | River Plate   |

### Grupo 3
| Equipo               | Pts. | PJ | PG | PE | PP | GF | GC | DG |
| -------------------- | ---- | -- | -- | -- | -- | -- | -- | -- |
| Colo-Colo            | 8    | 6  | 3  | 2  | 1  | 9  | 5  | 4  |
| Universidad Católica | 7    | 6  | 2  | 3  | 1  | 6  | 4  | 2  |
| Unión Huaral         | 5    | 6  | 1  | 3  | 2  | 5  | 9  | -4 |
| Sporting Cristal     | 4    | 6  | 1  | 2  | 3  | 4  | 6  | -2 |

| \| Fecha \| Lugar \| Local \| Resultado \| Visitante \| \| ----------- \| -------- \| -------------------- \| --------- \| -------------------- \| \| 11 de abril \| Santiago \| Universidad Católica \| 0:0 \| Colo-Colo \| \| 11 de abril \| Lima \| Sporting Cristal \| 0:0 \| Unión Huaral \| \| 17 de abril \| Lima \| Sporting Cristal \| 0:0 \| Universidad Católica \| \| 20 de abril \| Lima \| Unión Huaral \| 1:0 \| Universidad Católica \| \| 24 de abril \| Lima \| Sporting Cristal \| 1:2 \| Colo-Colo \| \| 27 de abril \| Lima \| Unión Huaral \| 1:1 \| Colo-Colo \| \| 4 de mayo \| Santiago \| Colo-Colo \| 1:2 \| Universidad Católica \| \| 4 de mayo \| Lima \| Unión Huaral \| 0:3 \| Sporting Cristal \| \| 8 de mayo \| Santiago \| Universidad Católica \| 2:0 \| Sporting Cristal \| \| 12 de mayo \| Santiago \| Colo-Colo \| 2:0 \| Sporting Cristal \| \| 15 de mayo \| Santiago \| Colo-Colo \| 3:1 \| Unión Huaral \| \| 18 de mayo \| Santiago \| Universidad Católica \| 2:2 \| Unión Huaral \| |          |                      |           |                      |
| Fecha | Lugar    | Local                | Resultado | Visitante            |
| 11 de abril | Santiago | Universidad Católica | 0:0       | Colo-Colo            |
| 11 de abril | Lima     | Sporting Cristal     | 0:0       | Unión Huaral         |
| 17 de abril | Lima     | Sporting Cristal     | 0:0       | Universidad Católica |
| 20 de abril | Lima     | Unión Huaral         | 1:0       | Universidad Católica |
| 24 de abril | Lima     | Sporting Cristal     | 1:2       | Colo-Colo            |
| 27 de abril | Lima     | Unión Huaral         | 1:1       | Colo-Colo            |
| 4 de mayo | Santiago | Colo-Colo            | 1:2       | Universidad Católica |
| 4 de mayo | Lima     | Unión Huaral         | 0:3       | Sporting Cristal     |
| 8 de mayo | Santiago | Universidad Católica | 2:0       | Sporting Cristal     |
| 12 de mayo | Santiago | Colo-Colo            | 2:0       | Sporting Cristal     |
| 15 de mayo | Santiago | Colo-Colo            | 3:1       | Unión Huaral         |
| 18 de mayo | Santiago | Universidad Católica | 2:2       | Unión Huaral         |

### Grupo 4
| Equipo             | Pts. | PJ | PG | PE | PP | GF | GC | DG |
| ------------------ | ---- | -- | -- | -- | -- | -- | -- | -- |
| Progreso           | 7    | 6  | 2  | 3  | 1  | 7  | 4  | 3  |
| Defensor Sporting  | 7    | 6  | 2  | 3  | 1  | 5  | 3  | 2  |
| Pepeganga          | 6    | 6  | 3  | 0  | 3  | 4  | 5  | –1 |
| Mineros de Guayana | 4    | 6  | 1  | 2  | 3  | 5  | 9  | –4 |

| \| Fecha \| Lugar \| Local \| Resultado \| Visitante \| \| ------------- \| -------------- \| ------------------ \| --------- \| ------------------ \| \| 25 de febrero \| Montevideo \| Defensor Sporting \| 0:0 \| Progreso \| \| 25 de febrero \| Ciudad Guayana \| Mineros de Guayana \| 1:0 \| Pepeganga \| \| 4 de marzo \| Ciudad Guayana \| Mineros de Guayana \| 1:3 \| Progreso \| \| 7 de marzo \| San Cristóbal \| Pepeganga \| 1:0 \| Progreso \| \| 11 de marzo \| San Cristóbal \| Pepeganga \| 1:0 \| Defensor Sporting \| \| 14 de marzo \| Ciudad Guayana \| Mineros de Guayana \| 0:0 \| Defensor Sporting \| \| 21 de marzo \| Montevideo \| Progreso \| 1:1 \| Defensor Sporting \| \| 21 de marzo \| San Cristóbal \| Pepeganga \| 2:1 \| Mineros de Guayana \| \| 26 de marzo \| Montevideo \| Progreso \| 1:1 \| Mineros de Guayana \| \| 26 de marzo \| Montevideo \| Defensor Sporting \| 1:0 \| Pepeganga \| \| 29 de marzo \| Montevideo \| Progreso \| 2:0 \| Pepeganga \| \| 29 de marzo \| Montevideo \| Defensor Sporting \| 3:1 \| Mineros de Guayana \| |                |                    |           |                    |
| Fecha | Lugar          | Local              | Resultado | Visitante          |
| 25 de febrero | Montevideo     | Defensor Sporting  | 0:0       | Progreso           |
| 25 de febrero | Ciudad Guayana | Mineros de Guayana | 1:0       | Pepeganga          |
| 4 de marzo | Ciudad Guayana | Mineros de Guayana | 1:3       | Progreso           |
| 7 de marzo | San Cristóbal  | Pepeganga          | 1:0       | Progreso           |
| 11 de marzo | San Cristóbal  | Pepeganga          | 1:0       | Defensor Sporting  |
| 14 de marzo | Ciudad Guayana | Mineros de Guayana | 0:0       | Defensor Sporting  |
| 21 de marzo | Montevideo     | Progreso           | 1:1       | Defensor Sporting  |
| 21 de marzo | San Cristóbal  | Pepeganga          | 2:1       | Mineros de Guayana |
| 26 de marzo | Montevideo     | Progreso           | 1:1       | Mineros de Guayana |
| 26 de marzo | Montevideo     | Defensor Sporting  | 1:0       | Pepeganga          |
| 29 de marzo | Montevideo     | Progreso           | 2:0       | Pepeganga          |
| 29 de marzo | Montevideo     | Defensor Sporting  | 3:1       | Mineros de Guayana |

Partido desempate
| Fecha      | Lugar      |          | Resultado |                   |
| ---------- | ---------- | -------- | --------- | ----------------- |
| 4 de abril | Montevideo | Progreso | 4:0       | Defensor Sporting |

### Grupo 5
| Equipo        | Pts. | PJ | PG | PE | PP | GF | GC | DG |
| ------------- | ---- | -- | -- | -- | -- | -- | -- | -- |
| Olimpia       | 7    | 6  | 3  | 1  | 2  | 9  | 8  | 1  |
| Cerro Porteño | 6    | 6  | 2  | 2  | 2  | 8  | 8  | 0  |
| Vasco da Gama | 6    | 6  | 2  | 2  | 2  | 5  | 5  | 0  |
| Grêmio        | 5    | 6  | 1  | 3  | 2  | 5  | 6  | –1 |

| \| Fecha \| Lugar \| Local \| Resultado \| Visitante \| \| ----------- \| -------------- \| ------------- \| --------- \| ------------- \| \| 14 de marzo \| Porto Alegre \| Grêmio \| 2:0 \| Vasco da Gama \| \| 14 de marzo \| Asunción \| Olimpia \| 2:1 \| Cerro Porteño \| \| 27 de marzo \| Asunción \| Olimpia \| 1:0 \| Grêmio \| \| 30 de marzo \| Asunción \| Cerro Porteño \| 3:1 \| Grêmio \| \| 3 de abril \| Asunción \| Olimpia \| 2:1 \| Vasco da Gama \| \| 6 de abril \| Asunción \| Cerro Porteño \| 1:1 \| Vasco da Gama \| \| 18 de abril \| Río de Janeiro \| Vasco da Gama \| 0:0 \| Grêmio \| \| 18 de abril \| Asunción \| Cerro Porteño \| 3:2 \| Olimpia \| \| 24 de abril \| Porto Alegre \| Grêmio \| 2:2 \| Olimpia \| \| 24 de abril \| Río de Janeiro \| Vasco da Gama \| 2:0 \| Cerro Porteño \| \| 27 de abril \| Río de Janeiro \| Vasco da Gama \| 1:0 \| Olimpia \| \| 27 de abril \| Porto Alegre \| Grêmio \| 0:0 \| Cerro Porteño \| |                |               |           |               |
| Fecha | Lugar          | Local         | Resultado | Visitante     |
| 14 de marzo | Porto Alegre   | Grêmio        | 2:0       | Vasco da Gama |
| 14 de marzo | Asunción       | Olimpia       | 2:1       | Cerro Porteño |
| 27 de marzo | Asunción       | Olimpia       | 1:0       | Grêmio        |
| 30 de marzo | Asunción       | Cerro Porteño | 3:1       | Grêmio        |
| 3 de abril | Asunción       | Olimpia       | 2:1       | Vasco da Gama |
| 6 de abril | Asunción       | Cerro Porteño | 1:1       | Vasco da Gama |
| 18 de abril | Río de Janeiro | Vasco da Gama | 0:0       | Grêmio        |
| 18 de abril | Asunción       | Cerro Porteño | 3:2       | Olimpia       |
| 24 de abril | Porto Alegre   | Grêmio        | 2:2       | Olimpia       |
| 24 de abril | Río de Janeiro | Vasco da Gama | 2:0       | Cerro Porteño |
| 27 de abril | Río de Janeiro | Vasco da Gama | 1:0       | Olimpia       |
| 27 de abril | Porto Alegre   | Grêmio        | 0:0       | Cerro Porteño |

## Fases finales

### Cuadro de desarrollo
|  | Octavos de final     | Octavos de final  | Octavos de final  | Octavos de final  |   |                      | Cuartos de final                 | Cuartos de final                 | Cuartos de final                 | Cuartos de final                 |       |                | Semifinales           | Semifinales           | Semifinales           | Semifinales           |  |           | Final             | Final             | Final             | Final             |  |
|  | 4 al 15 de agosto    | 4 al 15 de agosto | 4 al 15 de agosto | 4 al 15 de agosto |   |                      | 22 de agosto al 13 de septiembre | 22 de agosto al 13 de septiembre | 22 de agosto al 13 de septiembre | 22 de agosto al 13 de septiembre |       |                | 5 al 26 de septiembre | 5 al 26 de septiembre | 5 al 26 de septiembre | 5 al 26 de septiembre |  |           | 3 y 10 de octubre | 3 y 10 de octubre | 3 y 10 de octubre | 3 y 10 de octubre |  |
|  |                      |                   |                   |                   |   |                      |                                  |                                  |                                  |                                  |       |                |                       |                       |                       |                       |  |           |                   |                   |                   |                   |  |
|  |                      |                   |                   |                   |   |                      |                                  |                                  |                                  |                                  |       |                |                       |                       |                       |                       |  |           |                   |                   |                   |                   |  |
|  | Progreso             | 0                 | 2                 | 2                 |   |                      |                                  |                                  |                                  |                                  |       |                |                       |                       |                       |                       |  |           |                   |                   |                   |                   |  |
|  | Progreso             | 0                 | 2                 | 2                 |   |                      |                                  |                                  |                                  |                                  |       |                |                       |                       |                       |                       |  |           |                   |                   |                   |                   |  |
|  | Barcelona            | 2                 | 2                 | 4                 |   |                      |                                  |                                  |                                  |                                  |       |                |                       |                       |                       |                       |  |           |                   |                   |                   |                   |  |
|  | Barcelona            | 2                 | 2                 | 4                 |   | Barcelona            | 0                                | 1                                | 1                                |                                  |       |                |                       |                       |                       |                       |  |           |                   |                   |                   |                   |  |
|  |                      |                   |                   |                   |   | Barcelona            | 0                                | 1                                | 1                                |                                  |       |                |                       |                       |                       |                       |  |           |                   |                   |                   |                   |  |
|  |                      |                   | Emelec            | 0                 | 0 | 0                    |                                  |                                  |                                  |                                  |       |                |                       |                       |                       |                       |  |           |                   |                   |                   |                   |  |
|  | Emelec               | 0                 | Emelec            | 0                 | 0 | 0                    | 2                                | 2                                |                                  |                                  |       |                |                       |                       |                       |                       |  |           |                   |                   |                   |                   |  |
|  | Emelec               | 0                 |                   |                   |   |                      |                                  |                                  |                                  |                                  |       |                |                       |                       |                       |                       |  |           |                   |                   |                   |                   |  |
|  | Unión Huaral         | 1                 | 0                 | 1                 |   |                      |                                  |                                  |                                  |                                  |       |                |                       |                       |                       |                       |  |           |                   |                   |                   |                   |  |
|  | Unión Huaral         | 1                 | 0                 | 1                 |   |                      |                                  |                                  |                                  |                                  |       | Barcelona (p.) | 0                     | 1                     | 1 (4)                 |                       |  |           |                   |                   |                   |                   |  |
|  |                      |                   |                   |                   |   |                      |                                  |                                  |                                  |                                  |       | Barcelona (p.) | 0                     | 1                     | 1 (4)                 |                       |  |           |                   |                   |                   |                   |  |
|  |                      |                   | River Plate       | 1                 | 0 | 1 (3)                |                                  |                                  |                                  |                                  |       |                |                       |                       |                       |                       |  |           |                   |                   |                   |                   |  |
|  | Independiente        | 6                 | River Plate       | 1                 | 0 | 1 (3)                | 3                                | 9                                |                                  |                                  |       |                |                       |                       |                       |                       |  |           |                   |                   |                   |                   |  |
|  | Independiente        | 6                 |                   |                   |   |                      |                                  |                                  |                                  |                                  |       |                |                       |                       |                       |                       |  |           |                   |                   |                   |                   |  |
|  | Pepeganga            | 0                 | 0                 | 0                 |   |                      |                                  |                                  |                                  |                                  |       |                |                       |                       |                       |                       |  |           |                   |                   |                   |                   |  |
|  | Pepeganga            | 0                 | 0                 | 0                 |   | Independiente        | 0                                | 1                                | 1                                |                                  |       |                |                       |                       |                       |                       |  |           |                   |                   |                   |                   |  |
|  |                      |                   |                   |                   |   | Independiente        | 0                                | 1                                | 1                                |                                  |       |                |                       |                       |                       |                       |  |           |                   |                   |                   |                   |  |
|  |                      |                   | River Plate       | 2                 | 1 | 3                    |                                  |                                  |                                  |                                  |       |                |                       |                       |                       |                       |  |           |                   |                   |                   |                   |  |
|  | River Plate          | 2                 | River Plate       | 2                 | 1 | 3                    | 2                                | 4                                |                                  |                                  |       |                |                       |                       |                       |                       |  |           |                   |                   |                   |                   |  |
|  | River Plate          | 2                 |                   |                   |   |                      |                                  |                                  |                                  |                                  |       |                |                       |                       |                       |                       |  |           |                   |                   |                   |                   |  |
|  | Defensor Sporting    | 1                 | 1                 | 2                 |   |                      |                                  |                                  |                                  |                                  |       |                |                       |                       |                       |                       |  |           |                   |                   |                   |                   |  |
|  | Defensor Sporting    | 1                 | 1                 | 2                 |   |                      |                                  |                                  |                                  |                                  |       |                |                       |                       |                       |                       |  | Barcelona | 0                 | 1                 | 1                 |                   |  |
|  |                      |                   |                   |                   |   |                      |                                  |                                  |                                  |                                  |       |                |                       |                       |                       |                       |  | Barcelona | 0                 | 1                 | 1                 |                   |  |
|  |                      |                   | Olimpia           | 2                 | 1 | 3                    |                                  |                                  |                                  |                                  |       |                |                       |                       |                       |                       |  |           |                   |                   |                   |                   |  |
|  | The Strongest        | 1                 | Olimpia           | 2                 | 1 | 3                    | 1                                | 2                                |                                  |                                  |       |                |                       |                       |                       |                       |  |           |                   |                   |                   |                   |  |
|  | The Strongest        | 1                 |                   |                   |   |                      |                                  |                                  |                                  |                                  |       |                |                       |                       |                       |                       |  |           |                   |                   |                   |                   |  |
|  | Universidad Católica | 3                 | 1                 | 4                 |   |                      |                                  |                                  |                                  |                                  |       |                |                       |                       |                       |                       |  |           |                   |                   |                   |                   |  |
|  | Universidad Católica | 3                 | 1                 | 4                 |   | Universidad Católica | 0                                | 4                                | 4                                |                                  |       |                |                       |                       |                       |                       |  |           |                   |                   |                   |                   |  |
|  |                      |                   |                   |                   |   | Universidad Católica | 0                                | 4                                | 4                                |                                  |       |                |                       |                       |                       |                       |  |           |                   |                   |                   |                   |  |
|  |                      |                   | Olimpia           | 2                 | 4 | 6                    |                                  |                                  |                                  |                                  |       |                |                       |                       |                       |                       |  |           |                   |                   |                   |                   |  |
|  | Olimpia (w/o.)       | –                 | Olimpia           | 2                 | 4 | 6                    | –                                | –                                |                                  |                                  |       |                |                       |                       |                       |                       |  |           |                   |                   |                   |                   |  |
|  | Olimpia (w/o.)       | –                 |                   |                   |   |                      |                                  |                                  |                                  |                                  |       |                |                       |                       |                       |                       |  |           |                   |                   |                   |                   |  |
|  |                      | –                 | –                 | –                 |   |                      |                                  |                                  |                                  |                                  |       |                |                       |                       |                       |                       |  |           |                   |                   |                   |                   |  |
|  |                      |                   |                   |                   |   |                      |                                  | Olimpia (p.)                     | 2                                | 2                                | 4 (2) |                |                       |                       |                       |                       |  |           |                   |                   |                   |                   |  |
|  |                      |                   |                   |                   |   |                      |                                  |                                  |                                  |                                  | 4 (2) |                |                       |                       |                       |                       |  |           |                   |                   |                   |                   |  |
|  |                      |                   | Atlético Nacional | 1                 | 3 | 4 (1)                |                                  |                                  |                                  |                                  |       |                |                       |                       |                       |                       |  |           |                   |                   |                   |                   |  |
|  | Atlético Nacional    | 0                 | Atlético Nacional | 1                 | 3 | 4 (1)                | 1                                | 1                                |                                  |                                  |       |                |                       |                       |                       |                       |  |           |                   |                   |                   |                   |  |
|  | Atlético Nacional    | 0                 |                   |                   |   |                      |                                  |                                  |                                  |                                  |       |                |                       |                       |                       |                       |  |           |                   |                   |                   |                   |  |
|  | Cerro Porteño        | 0                 | 0                 | 0                 |   |                      |                                  |                                  |                                  |                                  |       |                |                       |                       |                       |                       |  |           |                   |                   |                   |                   |  |
|  | Cerro Porteño        | 0                 | 0                 | 0                 |   | Atlético Nacional    | 0                                | 1                                | 1                                |                                  |       |                |                       |                       |                       |                       |  |           |                   |                   |                   |                   |  |
|  |                      |                   |                   |                   |   | Atlético Nacional    | 0                                | 1                                | 1                                |                                  |       |                |                       |                       |                       |                       |  |           |                   |                   |                   |                   |  |
|  |                      |                   | Vasco da Gama     | 0                 | 0 | 0                    |                                  |                                  |                                  |                                  |       |                |                       |                       |                       |                       |  |           |                   |                   |                   |                   |  |
|  | Colo-Colo            | 0                 | Vasco da Gama     | 0                 | 0 | 0                    | 3                                | 3 (4)                            |                                  |                                  |       |                |                       |                       |                       |                       |  |           |                   |                   |                   |                   |  |
|  | Colo-Colo            | 0                 |                   |                   |   |                      |                                  |                                  |                                  |                                  |       |                |                       |                       |                       |                       |  |           |                   |                   |                   |                   |  |
|  | Vasco da Gama (p.)   | 0                 | 3                 | 3 (5)             |   |                      |                                  |                                  |                                  |                                  |       |                |                       |                       |                       |                       |  |           |                   |                   |                   |                   |  |
|  | Vasco da Gama (p.)   | 0                 | 3                 | 3 (5)             |   |                      |                                  |                                  |                                  |                                  |       |                |                       |                       |                       |                       |  |           |                   |                   |                   |                   |  |
|  |                      |                   |                   |                   |   |                      |                                  |                                  |                                  |                                  |       |                |                       |                       |                       |                       |  |           |                   |                   |                   |                   |  |

- Nota: En cada llave, el equipo que ocupa la primera línea es el que define la serie como local.

### Octavos de final
| 8 de agosto de 1990 | Barcelona                 | 2:0 (1:0) | Progreso | Estadio Monumental, Guayaquil                                   |                                                                 |
|                     | Izquierdo 19' (pen.), 87' |           |          | Asistencia: 45.000 espectadores Árbitro(s): Enrique Marín Gallo | Asistencia: 45.000 espectadores Árbitro(s): Enrique Marín Gallo |

| 14 de agosto de 1990 | Progreso                | 2:2 (0:1) | Barcelona                 | Estadio Centenario, Montevideo                           |                                                          |
|                      | Machaín 69' · Ramos 74' |           | Izquierdo 42' · Bravo 86' | Asistencia: 1.500 espectadores Árbitro(s): Carlos Maciel | Asistencia: 1.500 espectadores Árbitro(s): Carlos Maciel |

| 9 de agosto de 1990 | Unión Huaral | 1:0 (0:0) | Emelec | Estadio Nacional, Lima                                     |                                                            |
|                     | Farfán 56'   |           |        | Asistencia: 2.000 espectadores Árbitro(s): Jorge Antequera | Asistencia: 2.000 espectadores Árbitro(s): Jorge Antequera |

| 15 de agosto de 1990 | Emelec                 | 2:0 (0:0) | Unión Huaral | Estadio Modelo, Guayaquil                                      |                                                                |
|                      | de Lima 69' · Daza 89' |           |              | Asistencia: 29.000 espectadores Árbitro(s): José Castro Lozada | Asistencia: 29.000 espectadores Árbitro(s): José Castro Lozada |

| 4 de agosto de 1990 | Pepeganga | 0:6 (0:2) | Independiente                                                        | Estadio de Pueblo Nuevo, San Cristóbal                         |                                                                |
|                     |           |           | Giusti 24' · Insúa 40' · Lobo 59' · Bianco 70', 81' · Osterrieth 84' | Asistencia: 4.500 espectadores Árbitro(s): Armando Pérez Hoyos | Asistencia: 4.500 espectadores Árbitro(s): Armando Pérez Hoyos |

| 15 de agosto de 1990 | Independiente                                  | 3:0 (1:0) | Pepeganga | Estadio La Doble Visera, Avellaneda                                   |                                                                       |
|                      | Bianco 13' · Insúa 57' (pen.) · Osterrieth 69' |           |           | Asistencia: 8.000 espectadores Árbitro(s): Carlos Manuel Robles Mella | Asistencia: 8.000 espectadores Árbitro(s): Carlos Manuel Robles Mella |

| 5 de agosto de 1990 | Defensor Sporting | 1:2 (1:0) | River Plate           | Estadio Centenario, Montevideo                                    |                                                                   |
|                     | Cardozo 36'       |           | Corti 54' · Berti 76' | Asistencia: 10.000 espectadores Árbitro(s): Estanislao Barrientos | Asistencia: 10.000 espectadores Árbitro(s): Estanislao Barrientos |

| 12 de agosto de 1990 | River Plate             | 2:1 (0:1) | Defensor Sporting | Estadio Monumental, Buenos Aires                                |                                                                 |
|                      | Enrique 71' · Corti 77' |           | Cardozo 34'       | Asistencia: 15.000 espectadores Árbitro(s): Salvador Imperatore | Asistencia: 15.000 espectadores Árbitro(s): Salvador Imperatore |

| 8 de agosto de 1990 | Universidad Católica          | 3:1 (2:0) | The Strongest | Estadio San Carlos de Apoquindo, Santiago                              |                                                                        |
|                     | Romero 5', 81' · Monardes 28' |           | Ortega 84'    | Asistencia: 16.793 espectadores Árbitro(s): Luís Carlos Félix Ferreira | Asistencia: 16.793 espectadores Árbitro(s): Luís Carlos Félix Ferreira |

| 15 de agosto de 1990 | The Strongest | 1:1 (0:0) | Universidad Católica | Estadio Hernando Siles, La Paz                                     |                                                                    |
|                      | Illanes 88'   |           | Percudani 89'        | Asistencia: 31.964 espectadores Árbitro(s): Alberto Tejada Noriega | Asistencia: 31.964 espectadores Árbitro(s): Alberto Tejada Noriega |

| 8 de agosto de 1990 | Cerro Porteño | 0:0 | Atlético Nacional | Estadio Defensores del Chaco, Asunción                               |  |
|                     |               |     |                   | Asistencia: 35.000 espectadores Árbitro(s): José Luis Martínez Bazán |  |

| 15 de agosto de 1990 | Atlético Nacional | 1:0 (0:0) | Cerro Porteño | Estadio Atanasio Girardot, Medellín                                    |                                                                        |
|                      | Hernández 23'     |           |               | Asistencia: 62.000 espectadores Árbitro(s): Luís Carlos Félix Ferreira | Asistencia: 62.000 espectadores Árbitro(s): Luís Carlos Félix Ferreira |

| 8 de agosto de 1990 | Vasco da Gama | 0:0 | Colo-Colo | Estadio São Januário, Río de Janeiro                        |  |
|                     |               |     |           | Asistencia: 5.000 espectadores Árbitro(s): Ricardo Calabria |  |

| 15 de agosto de 1990 | Colo-Colo                                    | 3:3 (2:0) (4:5 p.)         | Vasco da Gama                                          | Estadio Nacional, Santiago                                     |                                                                |
|                      | Espinoza 9', 60' (pen.) · Barticciotto 44'   |                            | Bismarck 46' · Roberto Dinamite 57' · William 89'      | Asistencia: 70.000 espectadores Árbitro(s): Francisco Lamolina | Asistencia: 70.000 espectadores Árbitro(s): Francisco Lamolina |
|                      |                                              | Tiros desde el punto penal |                                                        |                                                                |                                                                |
|                      | Díaz · Pizarro · Vilches · Pastén · Espinoza |                            | Sorato · Bismarck · William · Roberto Dinamite · Silva |                                                                |                                                                |

### Cuartos de final
| 22 de agosto de 1990 | Emelec | 0:0 | Barcelona | Estadio Modelo, Guayaquil    |  |
|                      |        |     |           | Árbitro(s): Ricardo Calabria |  |

| 29 de agosto de 1990 | Barcelona    | 1:0 (1:0) | Emelec | Estadio Monumental, Guayaquil                                |                                                              |
|                      | Uquillas 32' |           |        | Asistencia: 55.000 espectadores Árbitro(s): Renato Marsiglia | Asistencia: 55.000 espectadores Árbitro(s): Renato Marsiglia |

| 22 de agosto de 1990 | River Plate                       | 2:0 (2:0) | Independiente | Estadio Monumental, Buenos Aires                                |                                                                 |
|                      | Berti 15' · Serrizuela 41' (pen.) |           |               | Asistencia: 25.000 espectadores Árbitro(s): Juan Carlos Loustau | Asistencia: 25.000 espectadores Árbitro(s): Juan Carlos Loustau |

| 29 de agosto de 1990 | Independiente | 1:1 (1:0) | River Plate      | Estadio La Doble Visera, Avellaneda                          |                                                              |
|                      | Osterrieth 9' |           | Medina Bello 89' | Asistencia: 30.000 espectadores Árbitro(s): Ricardo Calabria | Asistencia: 30.000 espectadores Árbitro(s): Ricardo Calabria |

| 22 de agosto de 1990 | Olimpia                  | 2:0 (0:0) | Universidad Católica | Estadio Defensores del Chaco, Asunción                                 |                                                                        |
|                      | Amarilla 80' (pen.), 87' |           |                      | Asistencia: 40.000 espectadores Árbitro(s): Luís Carlos Félix Ferreira | Asistencia: 40.000 espectadores Árbitro(s): Luís Carlos Félix Ferreira |

| 29 de agosto de 1990 | Universidad Católica                                 | 4:4 (2:2) | Olimpia                                               | Estadio San Carlos de Apoquindo, Santiago                   |                                                             |
|                      | Contreras 20' · Reinoso 44' (pen.) · Romero 61', 89' |           | Samaniego 26' · Monzón 32' (pen.), 77' · González 50' | Asistencia: 17.264 espectadores Árbitro(s): Ernesto Filippi | Asistencia: 17.264 espectadores Árbitro(s): Ernesto Filippi |

| 22 de agosto de 1990 | Vasco da Gama | 0:0 | Atlético Nacional | Estadio Maracaná, Río de Janeiro                          |  |
|                      |               |     |                   | Asistencia: 10.000 espectadores Árbitro(s): Carlos Maciel |  |

| 29 de agosto de 1990 | Atlético Nacional            | 2:0 (0:0) Anulado | Vasco da Gama | Estadio Atanasio Girardot, Medellín                                |                                                                    |
| | Arboleda 86' · Hernández 88' |                   |               | Asistencia: 55.000 espectadores Árbitro(s): Juan Daniel Cardellino | Asistencia: 55.000 espectadores Árbitro(s): Juan Daniel Cardellino |
| El 6 de septiembre de 1990, Conmebol suspendió a Atlético Nacional a raíz de las amenazas telefónicas recibidas por el árbitro Juan Daniel Cardellino antes del partido de vuelta por los cuartos de final ante Vasco da Gama. El encuentro fue anulado y posteriormente vuelto a jugar en el Estadio Santa Laura en Santiago, Chile. |                              |                   |               |                                                                    |                                                                    |

| 13 de septiembre de 1990 | Atlético Nacional | 1:0 (1:0) | Vasco da Gama | Estadio Santa Laura, Santiago                                   |                                                                 |
|                          | Arboleda 20'      |           |               | Asistencia: 10.000 espectadores Árbitro(s): Enrique Marín Gallo | Asistencia: 10.000 espectadores Árbitro(s): Enrique Marín Gallo |

### Semifinales
| 5 de septiembre de 1990 | River Plate  | 1:0 (0:0) | Barcelona | Estadio Monumental, Buenos Aires                            |                                                             |
|                         | Beltramo 79' |           |           | Asistencia: 25.000 espectadores Árbitro(s): Ernesto Filippi | Asistencia: 25.000 espectadores Árbitro(s): Ernesto Filippi |

| 12 de septiembre de 1990 | Barcelona                              | 1:0 (1:0) (4:3 p.)         | River Plate                                       | Estadio Monumental, Guayaquil                                        |                                                                      |
|                          | Acosta 24'                             |                            |                                                   | Asistencia: 55.000 espectadores Árbitro(s): Carlos Montálvan Miranda | Asistencia: 55.000 espectadores Árbitro(s): Carlos Montálvan Miranda |
|                          |                                        | Tiros desde el punto penal |                                                   |                                                                      |                                                                      |
|                          | Izquierdo · Bravo · Macías · Saralegui |                            | Serrizuela · Berti · Borrelli · Zapata · Da Silva |                                                                      |                                                                      |

| 20 de septiembre de 1990 | Atlético Nacional | 1:2 (1:1) | Olimpia                      | Estadio Nacional, Santiago                                            |                                                                       |
|                          | Arboleda 17'      |           | Samaniego 23' · Amarilla 65' | Asistencia: 7.000 espectadores Árbitro(s): Luís Carlos Félix Ferreira | Asistencia: 7.000 espectadores Árbitro(s): Luís Carlos Félix Ferreira |

| 26 de septiembre de 1990 | Olimpia                                                    | 2:3 (1:1) (2:1 p.)         | Atlético Nacional                                      | Estadio Defensores del Chaco, Asunción                         |                                                                |
|                          | Amarilla 3' · Monzón 88'                                   |                            | Arboleda 18' · Higuita 65' (pen.) · Hernández 73'      | Asistencia: 35.000 espectadores Árbitro(s): Francisco Lamolina | Asistencia: 35.000 espectadores Árbitro(s): Francisco Lamolina |
|                          |                                                            | Tiros desde el punto penal |                                                        |                                                                |                                                                |
|                          | Almeida · Samaniego · Monzón · Cubilla · Amarilla · Suárez |                            | Higuita · Hernández · Galeano · Gómez · Arango · Pérez |                                                                |                                                                |

### Final
| Ida; 3 de octubre de 1990 | Olimpia                      | 2:0 (0:0) | Barcelona | Estadio Defensores del Chaco, Asunción                             |                                                                    |
|                           | Amarilla 46' · Samaniego 50' |           |           | Asistencia: 35.000 espectadores Árbitro(s): Juan Daniel Cardellino | Asistencia: 35.000 espectadores Árbitro(s): Juan Daniel Cardellino |

| Vuelta; 10 de octubre de 1990 | Barcelona     | 1:1 (0:0) | Olimpia      | Estadio Monumental, Guayaquil                                   |                                                                 |
|                               | Trobbiani 61' |           | Amarilla 80' | Asistencia: 55.360 espectadores Árbitro(s): Juan Carlos Loustau | Asistencia: 55.360 espectadores Árbitro(s): Juan Carlos Loustau |

|                            |
|                            |
| Campeón Olimpia 2.º título |

## Estadísticas

### Goleadores
| Jugador                | Club                 | Goles |
| ---------------------- | -------------------- | ----- |
| Adriano Samaniego      | Olimpia              | 7     |
| Raúl Vicente Amarilla  | Olimpia              | 6     |
| Andrés Romero          | Universidad Católica | 6     |
| Luis Alberto Acosta    | Barcelona            | 4     |
| Jimmy Izquierdo        | Barcelona            | 4     |
| Sergio Daniel Martínez | Defensor Sporting    | 4     |
| Luis Alberto Monzón    | Olimpia              | 4     |